# Korzenna (plaats)
Korzenna is een plaats in het Poolse district Nowosądecki, woiwodschap Klein-Polen. De plaats maakt deel uit van de gemeente Korzenna en telt 1700 inwoners.